# 甘露丸
甘露丸是藏传佛教的一種聖物，內有释迦牟尼的真身舍利和莲花生大士的头发，有些有其他喇嘛的舍利和藏藥，按藏傳佛教密宗的說法，甘露丸可佩戴、食用和供養，又因為當中含有舍利，密宗認為虔诚供奉，可以生长。
根據密續的傳統記載 有兩種，一種為八根千支（藥材）和大成就者的舍利子。另者為甘露丸的製作方式必須含有「大成就者」的大香及小香（糞便尿液）、腦髓、紅白菩提（精液、經血），只是後世大部分的藏傳佛教甘露丸製作皆以藏藥材為主，聖者遺物成份所制甘露丸僅載於密典史料中。在密宗法会上经常与酒，五肉一起供奉，用以克服行者的分别心。